# Conann
Conann (lub Conand) – postać z mitologii celtyckiej.
Bóg ten był bratem Balora i Brana mac Llyra, należał do narodu Fomorian. Był synem Febara, jednego z królów stojących na czele Fomorian w ich starciu z synami Nemeda. Forteca Conanna znajdowała się na wyspie Tor Inis, na wschodnim krańcu Irlandii, na wprost wybrzeży dzisiejszego hrabstwa Donegal. Siedziba boga zwana była Szklaną Wieżą lub Fortecą Zmarłych. Z wież swego zamku Connan, podobny charakterem do najbardziej złowrogiego ze swych braci, obserwował swoje włości. Cała Irlandia była pod jego kontrolą, a bóg wymagał okrutnej daniny, na którą składały się dwie trzecie urodzonych w danym roku dzieci oraz dwie trzecie zebranego mleka i zboża. Co roku w nocy 1 listopada Connan odbierał swoją należność w królestwie śmierci, gdzie życie kończyło się zarówno dla bogów, jak i dla ludzi, na równinie Mag Cetne. Okrutne rządy Conanna stały się przyczyną buntu synów Nemeda, którzy w liczbie sześćdziesięciu tysięcy pod dowództwem Erglanna, Semula i Fergusa Lethderga zaatakowali Fomorian. Podczas bitwy zdobyta została Szklana Wieża, a okrutny bóg zabity, niestety, inny z jego braci rozgromił Nemedyjczyków, których z życiem uszło jedynie trzydziestu. Według Księgi najazdów nieliczni Nemedyjczycy, którzy przeżyli bitwę, uciekli do Irlandii, lecz pod naporem wroga musieli się wynieść również z wysp i wyemigrowali dalej na wschód. Były to trzy klany, z których jeden, Britanowie, zaludnili później Wielką Brytanię i dali nazwę narodowi Brytyjczyków. Dwie pozostałe rodziny wróciły do Irlandii, jedna przybrała nazwę Fir Bolg, druga zaś Tuatha Dé Danann, aczkolwiek według wcześniejszej wersji mitu, rasa Nemeda zniknęła z powierzchni ziemi, nie zostawiając spadkobierców.